# 循化厅
循化厅，清朝时设置的厅。
乾隆二十七年（1762年）以循化城改置，治所在今青海省循化撒拉族自治县。属兰州府，为河州同知驻所。道光三年（1823年）改属西宁府。辛亥革命后，全国废府州厅改县，为循化县。